# Pavetta sarasinorum
Pavetta sarasinorum är en måreväxtart som beskrevs av Cornelis Eliza Bertus Bremekamp. Pavetta sarasinorum ingår i släktet Pavetta och familjen måreväxter.
Artens utbredningsområde är Sulawesi. Inga underarter finns listade i Catalogue of Life.